# Saint-Pierre-des-Jonquières
Saint-Pierre-des-Jonquières ist eine französische Gemeinde mit 76 Einwohnern (Stand: 1. Januar 2022) im Département Seine-Maritime in der Region Normandie. Sie gehört zum Arrondissement Dieppe und zum Kanton Neufchâtel-en-Bray.

## Geographie
Saint-Pierre-des-Jonquières liegt etwa 34 Kilometer ostsüdöstlich von Dieppe. Umgeben wird Saint-Pierre-des-Jonquières von den Nachbargemeinden Fresnoy-Folny im Norden und Nordwesten, Puisenval im Norden, Smermesnil im Osten, Bailleul-Neuville im Süden und Südwesten, Fréauville im Südwesten sowie Londinières im Westen.

## Bevölkerungsentwicklung
| Jahr                      | 1962 | 1968 | 1975 | 1982 | 1990 | 1999 | 2006 | 2013 |
| Einwohner                 | 161  | 187  | 193  | 163  | 138  | 126  | 122  | 91   |
| Quelle: Cassini und INSEE |      |      |      |      |      |      |      |      |

## Sehenswürdigkeiten
- Kirche Saint-Pierre aus dem 17. Jahrhundert
- Schloss Parfondeval aus dem 18. Jahrhundert